# Aymon (bier)
Aymon is een Belgisch ros-blond bier uit Dendermonde. Het heeft een hoge gisting en wordt hergist op fles. Het alcoholpercentage bedraagt 8%.
Het bier wordt sinds 2000 gebrouwen door brouwerij Malheur in opdracht van de Ros Beiaard Bierproevers (lokale Zythosvereniging) ter ere van graaf Aymon, heer van Dendermonde, en de sage van het Ros Beiaard bereden door de Vier Heemskinderen.

## Prijzen
- World Beer Awards 2020 - Country Winner[1] België in de categorie World’s Best IPA Imperial/Double